# Liste der Biografien/Reig
Liste der Biografien |
Portal Biografien |
Personensuche
# |
A |
B |
C |
D |
E |
F |
G |
H |
I |
J |
K |
L |
M |
N |
O |
P |
Q |
R |
S |
T |
U |
V |
W |
X |
Y |
Z |
?
 
Ra |
Rb |
Rd |
Re |
Rh |
Ri |
Rj |
Rk |
Rl |
Rm |
Rn |
Ro |
Rr |
Rs |
Rt |
Ru |
Rv |
Rw |
Rx |
Ry |
Rz
 
Rea |
Reb |
Rec |
Red |
Ree |
Ref |
Reg |
Reh |
Rei |
Rej |
Rek |
Rel |
Rem |
Ren |
Reo |
Rep |
Req |
Rer |
Res |
Ret |
Reu |
Rev |
Rew |
Rex |
Rey |
Rez
 
Reib |
Reic |
Reid |
Reie |
Reif |
Reig |
Reih |
Reij |
Reik |
Reil |
Reim |
Rein |
Reip |
Reir |
Reis |
Reit |
Reiv |
Reiw |
Reix |
Reiz
Die Liste der Biografien führt alle Personen auf, die in der deutschsprachigen Wikipedia einen Artikel haben. Dieses ist eine Teilliste mit 25 Einträgen von Personen, deren Namen mit den Buchstaben „Reig“ beginnt.

## Reig
- Reig Plà, Juan Antonio (* 1947), spanischer Geistlicher und emeritierter römisch-katholischer Bischof von Alcalá de Henares
- Reig Ribó, Julià (1911–1996), andorranischer Unternehmer und Politiker
- Reig y Casanova, Enrique (1858–1927), spanischer Kardinal und Erzbischof von Toledo
- Reig, Irene (* 1993), spanische Jazzmusikerin (Altsaxophon, Komposition)
- Reig, Mario (* 1965), spanischer Fußballspieler und -trainer
- Reig, Òscar Ribas (1936–2020), andorranischer Politiker und erster Vorsitzender der Regierung
- Reig, Osvaldo (1929–1992), argentinischer Paläontologe und Zoologe

### Reiga
- Reigate, John Vaughan-Morgan, Baron (1905–1995), britischer Politiker (Conservative Party), Mitglied des House of Commons

### Reigb
- Reigber, Christoph (* 1939), deutscher Geodät
- Reigbert, Claire (1887–1957), deutsche Schauspielerin

### Reige
- Reigeluth, Charles M. (* 1946), US-amerikanischer Bildungsforscher
- Reigen (1654–1732), 112. Tennō von Japan
- Reiger, Herbert (1927–2014), österreichischer Wirtschaftskammerfunktionär
- Reiger, Ines (* 1961), österreichische Jazzsängerin und Musikpädagogin
- Reiger, Manuel (* 1983), deutscher Rechtsanwalt und Politiker (FDP)
- Reigers, Friedrich (1818–1906), deutscher Jurist, Richter und Abgeordneter in der Preußischen Nationalversammlung sowie Lokal- und Regionalhistoriker für den Raum Bocholt und das Westmünsterland
- Reigersberg, August Lothar von (1815–1888), deutscher Verwaltungsjurist
- Reigersberg, Friedrich Carl von (1774–1840), würzburgischer Kämmerer, wirklicher geheimer Rat und Gesandter
- Reigersberg, Heinrich Alois von (1770–1865), bayerischer Jurist und Politiker
- Reigersberg, Nikolaus Georg († 1651), kaiserlicher Rat, Kurmainzischer Kanzler und Bürgermeister der Stadt Aschaffenburg

### Reigh
- Reightler, Kenneth S. (* 1951), US-amerikanischer Astronaut

### Reign
- Reign, Tasha (* 1989), US-amerikanische Pornodarstellerin und -produzentin
- Reignier, Euloge († 1888), französischer römisch-katholischer Priester und Missionar in Neuseeland
- Reignoux, Donald (* 1982), französischer Synchronsprecher und Moderator
- Reigns, Roman (* 1985), US-amerikanischer WrestlerRoman Reigns (* 1985)

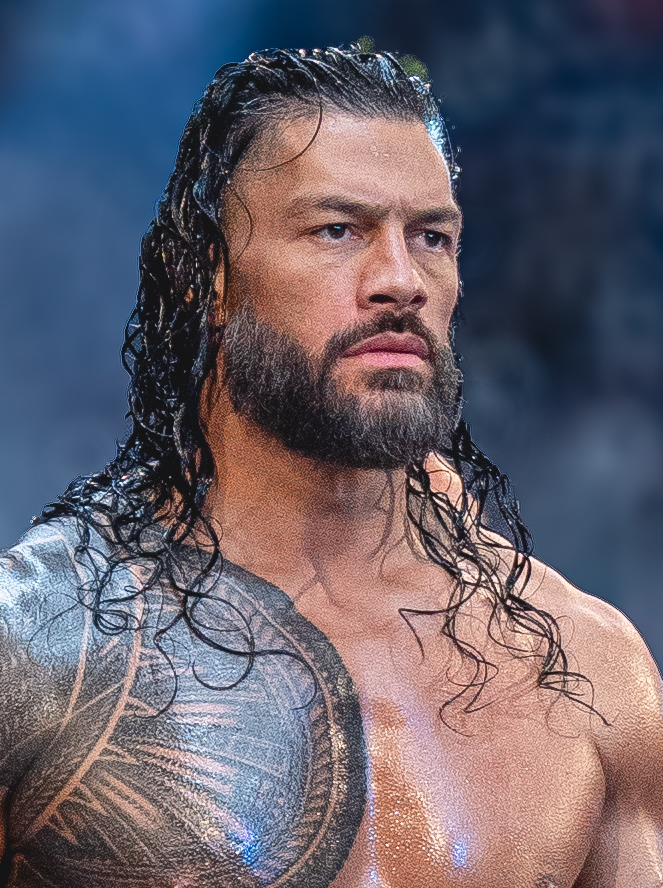
Roman Reigns (* 1985)